# Singapura (gatto)
Il singapura è un gatto di origine asiatica noto per essere la razza di gatto più piccola.

## Storia
Si tratta di una razza piuttosto recente; i progenitori sono i gatti randagi della città di Singapore. Venne importata negli Stati Uniti da Hal e Tommy Meadows, per essere poi riconosciuta nel 1975.  Nel 1987, un allevatore di nome Gerry Mayes fece un viaggio a Singapore per cercare altri gatti di questa razza, che portò negli Stati Uniti e registrò, in seguito, alla  TICA (The International Cat Association).

## Descrizione
Questo gatto presenta una testa arrotondata con grandi occhi a mandorla verdi e grandi orecchie appuntite; il pelo è molto corto. L'unica colorazione riconosciuta dagli standard è il mantello grigiastro sul dorso e più chiaro sul ventre. Non supera i 3 kg di peso.
Ha un carattere vivace e molto attivo, ma può diventare molto timido in presenza di estranei.

## Cure
Non richiede particolari cure e si adatta facilmente. Non è necessario spazzolarlo spesso.